# Deutsche Entwicklungshilfe für soziales Wohnungs- und Siedlungswesen
Die Deutsche Entwicklungshilfe für soziales Wohnungs- und Siedlungswesen  e.V. (kurz DESWOS) ist eine konfessionell und politisch unabhängige, gemeinnützige, nichtstaatliche Hilfsorganisation der Entwicklungszusammenarbeit aus Köln. Sie wurde 1969 von gemeinnützigen Wohnungsunternehmen und deren Verbänden gegründet und erhielt den Satzungsauftrag, auf der Basis der Hilfe zur Selbsthilfe an der Beseitigung der Wohnungsnot der ärmsten Schichten der Bevölkerung in den Ländern des globalen Südens mitzuwirken.

## Tätigkeitsfelder
Schwerpunkt der Arbeit sind so genannte integrierte Projekte, bei denen gleichrangig neben dem Haus die Schaffung von Einkommen durch Einrichtung von Arbeitsplätzen, die Ausbildung in besonders nachgefragten Berufen und die Verbesserung des Hygiene- und Gesundheitswesen sowie soziale Einrichtungen stehen. Gleichzeitig vernetzt die DESWOS ihre Partner, um das durch Erfahrung gewonnene technische und soziale Know-how zu verbreiten.
Daneben setzt sich die DESWOS gemeinsam mit anderen Organisationen im Verband Entwicklungspolitik deutscher Nichtregierungsorganisationen e.V. (VENRO) und in der Habitat International Coalition (HIC) auch kritisch mit der Art der gegenwärtigen Entwicklungspolitik auseinander und wirkt entsprechend auf die staatlichen Stellen ein.
Die DESWOS trägt das Spendensiegel des Deutschen Zentralinstituts für soziale Fragen (DZI) in Berlin.

## Mitglieder
Die DESWOS wird von Wohnungsunternehmen und deren Prüfungs- und Interessenverbänden gefördert, die im GdW Bundesverband deutscher Wohnungs- und Immobilienunternehmen organisiert sind. Sie ist eine der mitgliederstärksten Entwicklungsorganisationen in Deutschland. Laut Jahresbericht 2024 hat die DESWOS 598 Unternehmensmitglieder, die weitgehend der unternehmerischen Wohnungswirtschaft und ihren Zulieferern und Dienstleistern zuzurechnen sind. Mit ihren Beiträgen finanzieren diese die Arbeit der Geschäftsstelle der DESWOS und setzen sie zusätzlich durch eigene bzw. bei Dritten mobilisierte Spenden in die Lage, ihre Projekte in den Partnerländern zu finanzieren und zu betreuen. 269 Privatpersonen sind ebenfalls Mitglied der DESWOS, auch sie sind weitgehend aus dem Umfeld der Wohnungswirtschaft mit der Arbeit der DESWOS verbunden.
Die DESWOS erhebt für die Mitgliedschaft von Unternehmen einen Mindestbeitrag von 660 Euro, für eine private Mitgliedschaft von 75 Euro. Über die Aufnahme als Mitglied entscheidet der Vorstand.

## Gremien
Generalsekretärin der Organisation ist Petra Eggert-Höfel, die für die DESWOS ehrenamtlich als Vorstand arbeitet. Vorsitzender des Verwaltungsrates ist der Präsident des GdW Bundesverband deutscher Wohnungs- und Immobilienunternehmen, Berlin, Axel Gedaschko.

## Nachweise
1. ↑  Wir schaffen Heimat – weltweit. In: Website. DESWOS, 2025, abgerufen am 20. August 2025.
2. ↑  Wofür der Name der DESWOS steht. In: Website. DESWOS, 2020, abgerufen am 22. Dezember 2020.
3. ↑  Wie die DESWOS hilft. In: Website. DESWOS, 2020, abgerufen am 22. Dezember 2020.
4. ↑  DESWOS Deutsche Entwicklungshilfe für soziales Wohnungs- und Siedlungswesen e.V. In: Spenderberatung. Deutsches Zentralinstitut für soziale Fragen (DZI), abgerufen am 22. Dezember 2020.
5. ↑  Jahresbericht 2024, S. 15. In: Jahresbericht. DESWOS, 24. Juli 2025, abgerufen am 20. August 2025.
6. ↑  Mitglied werden bei der DESWOS. DESWOS, 2020, abgerufen am 22. Dezember 2020.
7. 1 2  Gremien der DESWOS. DESWOS, 24. Juli 2025, abgerufen am 20. August 2025.
8. ↑  Verwaltungsrat. Abgerufen am 22. Dezember 2020 (deutsch).